# Championnat de Belgique de hockey sur glace 2013-2014
Saison précédente Saison suivante
Le saison 2013-2014 est la 94e édition du Championnat de Belgique de hockey sur glace.

## Compétition

### Format
Les sept équipes s'affrontent sous la forme d'un championnat aller-retour. À l'issue de cette phase, les quatre meilleures équipes s'affrontent dans une série éliminatoire.

### Équipes engagées
| Club                      | Ville             | Date de création | Classement 2012-2013 | Patinoire              |
| ------------------------- | ----------------- | ---------------- | -------------------- | ---------------------- |
| IHC Louvain               | Louvain           | 1993             | 1er                  | IJsbaan Leuven         |
| Turnhout Tigers           | Turnhout          | 1981             | 2e                   | Kempisch ijsstadion    |
| Phantoms Deurne           | Anvers            | 1972             | 3e                   | Ijsbaan Ruggerveld     |
| Bulldogs de Liège         | Liège             | 1997             | 4e                   | Patinoire de Maaseik   |
| Olympia Heist op den Berg | Heist-op-den-Berg | 1959             | 5e                   | Die Swaene             |
| HYC Herentals             | Herentals         | 1971             | 7e                   | Bloso Centrum Netepark |
| Haskey Hasselt            | Hasselt           |                  | 8e                   |                        |

| Liège Turnhout Anvers Louvain Hasselt Heist-op-den-Berg Herentals |

### Saison régulière
| Clt   | Équipe                    | PJ | V  | VP | D  | DP | BP  | BC  | Diff | Pts |
| ----- | ------------------------- | -- | -- | -- | -- | -- | --- | --- | ---- | --- |
| +001, | Turnhout Tigers           | 18 | 15 | 0  | 3  | 0  | 136 | 53  | +83  | 45  |
| +002, | Bulldogs de Liège         | 18 | 13 | 0  | 5  | 0  | 113 | 61  | +52  | 39  |
| +003, | Phantoms Deurne           | 18 | 10 | 1  | 6  | 0  | 116 | 53  | +63  | 35  |
| +004, | IHC Louvain               | 18 | 10 | 0  | 7  | 1  | 84  | 58  | +26  | 31  |
| +005, | Haskey Hasselt            | 18 | 6  | 1  | 11 | 0  | 78  | 96  | -18  | 20  |
| +006, | Olympia Heist op den Berg | 18 | 3  | 0  | 13 | 2  | 33  | 114 | -81  | 11  |
| +007, | HYC Herentals             | 18 | 2  | 1  | 15 | 0  | 32  | 156 | -124 | 8   |

- Qualifiés pour la seconde phase

### Série éliminatiore
|  | Demi-finales        | Demi-finales      |                     |   | Finale | Finale |
|  | Demi-finales        | Demi-finales      |                     |   | Finale | Finale |
|  |                     |                   |                     |   |        |        |
|  |                     |                   |                     |   |        |        |
|  |                     |                   |                     |   |        |        |
|  | White Caps Turnhout | 2                 |                     |   |        |        |
|  | White Caps Turnhout | 2                 |                     |   |        |        |
|  | IHC Louvain         | 1                 |                     |   |        |        |
|  | IHC Louvain         | 1                 | White Caps Turnhout | 0 |        |        |
|  |                     |                   | White Caps Turnhout | 0 |        |        |
|  |                     | Bulldogs de Liège | 3                   |   |        |        |
|  | Bulldogs de Liège   | Bulldogs de Liège | 3                   | 2 |        |        |
|  | Bulldogs de Liège   |                   |                     | 2 |        |        |
|  | Phantoms Deurne     | 1                 |                     |   |        |        |
|  | Phantoms Deurne     | 1                 |                     |   |        |        |